# Premyer Liqası 2011/12
Die Premyer Liqası 2011/12, nach einem Sponsorenabkommen offiziell Unibank Premyer Liqası genannt, war die zwanzigste Spielzeit der höchsten aserbaidschanischen Spielklasse im Fußball der Männer seit dessen Gründung im Jahr 1992.
Die erste Saisonrunde begann am 6. August 2011 und endete am 7. März 2012 mit der Austragung des 22. Spieltags. Sowohl die Spiele um die Meisterschaft als auch die Abstiegsspiele wurden am 11. März mit dem 23. Spieltag eingeleitet. Die letzten Meisterschaftsspiele wurden am 11. Mai ausgetragen, die letzten Abstiegsspiele am 12. Mai.
Am 30. April gab der aserbaidschanische Fußballverband bekannt, dass es keine Aufsteiger aus der Birinci Divizionu geben werde. Damit bleiben für die kommende Saison alle Vereine in der Premyer Liqası.

## Vereine
| Verein              | Stadt    |
| ------------------- | -------- |
| AZAL PFK Baku       | Baku     |
| FK Baku             | Baku     |
| İnter Baku          | Baku     |
| Neftçi Baku PFK     | Baku     |
| FK Ravan Baku       | Baku     |
| PFK Kəpəz           | Gəncə    |
| FK Qarabağ Ağdam    | Ağdam    |
| FK Xəzər Lənkəran   | Lənkəran |
| Sumqayıt PFK        | Sumqayıt |
| PFK Simurq Zaqatala | Zaqatala |
| FK Qəbələ           | Qäbälä   |
| PFK Turan Tovuz     | Tovuz    |

## Erste Runde
In der ersten Saisonrunde spielten die zwölf Vereine um die Teilnahme an den Spielen der Meisterschaftsendrunde. Hierfür war eine Platzierung in der ersten Tabellenhälfte erforderlich. Die Vereine, die sich nach dem 22. Spieltag in der zweiten Hälfte der Tabelle befanden, mussten in der zweiten Saisonhälfte in der Abstiegsrunde gegeneinander antreten.
Neben dem Tabellenersten Neftçi Baku PFK qualifizierten sich die Vereine İnter Baku, FK Xəzər Lənkəran, FK Qarabağ Ağdam, FK Baku sowie der FK Qəbələ für die Spiele um die aserbaidschanische Meisterschaft. Der Tabellensiebte AZAL PFK Baku verpasste die Qualifikation für die Meisterschaftsspiele und musste dementsprechend zusammen mit den Vereinen auf den letzten fünf Tabellenrängen (FK Ravan Baku, PFK Kəpəz, PFK Simurq Zaqatala, Sumqayıt PFK und PFK Turan Tovuz) in der zweiten Saisonhälfte gegen den Abstieg in die zweithöchste Spielklasse, der Birinci Divizionu, spielen.

### Abschlusstabelle
| Pl. | Verein                | Sp. | S  | U | N  | Tore    | Diff. | Punkte |
| --- | --------------------- | --- | -- | - | -- | ------- | ----- | ------ |
| 1.  | Neftçi Baku PFK (M)   | 22  | 16 | 1 | 5  | 045:170 | +28   | 49     |
| 2.  | İnter Baku            | 22  | 13 | 6 | 3  | 021:100 | +11   | 45     |
| 3.  | FK Xəzər Lənkəran (P) | 22  | 13 | 5 | 4  | 033:190 | +14   | 44     |
| 4.  | FK Qarabağ Ağdam      | 22  | 12 | 5 | 5  | 027:140 | +13   | 41     |
| 5.  | FK Baku               | 22  | 10 | 5 | 7  | 027:220 | +5    | 35     |
| 6.  | FK Qəbələ             | 22  | 10 | 5 | 7  | 027:230 | +4    | 35     |
| 7.  | AZAL PFK Baku         | 22  | 8  | 5 | 9  | 035:350 | ±0    | 29     |
| 8.  | FK Ravan Baku (N)     | 22  | 6  | 7 | 9  | 023:290 | −6    | 25     |
| 9.  | PFK Kəpəz             | 22  | 6  | 4 | 12 | 026:380 | −12   | 22     |
| 10. | PFK Simurq Zaqatala   | 22  | 5  | 4 | 13 | 018:340 | −16   | 19     |
| 11. | Sumqayıt PFK (N)      | 22  | 4  | 3 | 15 | 016:370 | −21   | 15     |
| 12. | PFK Turan Tovuz       | 22  | 3  | 2 | 17 | 013:330 | −20   | 11     |

Platzierungskriterien: 1. Punkte – 2. Direkter Vergleich (Punkte, Tordifferenz, geschossene Tore) – 3. Tordifferenz – 4. geschossene Tore

| (M) | amtierender aserbaidschanischer Meister     |
| (P) | amtierender aserbaidschanischer Pokalsieger |
| (N) | Neuaufsteiger aus der Birinci Divizionu     |

### Kreuztabelle
| 2011/12             |     | FK Baku |     | İnter Baku | FK Xəzər Lənkəran | PFK Simurq Zaqatala | Neftçi Baku PFK | FK Qarabağ Ağdam | FK Qäbälä | FK Ravan Baku | Sumqayıt PFK | PFK Turan Tovuz |
| ------------------- | --- | ------- | --- | ---------- | ----------------- | ------------------- | --------------- | ---------------- | --------- | ------------- | ------------ | --------------- |
| AZAL PFK Baku       |     | 1:0     | 2:0 | 1:1        | 0:3               | 5:1                 | 3:1             | 1:3              | 3:0       | 1:2           | 6:3          | 3:2             |
| FK Baku             | 0:0 |         | 0:3 | 1:0        | 2:2               | 0:0                 | 1:3             | 0:3              | 2:1       | 3:2           | 1:0          | 5:0             |
| PFK Kəpəz           | 3:1 | 1:3     |     | 0:1        | 1:4               | 2:0                 | 1:1             | 1:2              | 3:2       | 3:2           | 1:1          | 1:1             |
| İnter Baku          | 1:1 | 0:3     | 0:0 |            | 1:0               | 1:0                 | 2:1             | 0:0              | 1:1       | 1:0           | 2:0          | 1:0             |
| FK Xəzər Lənkəran   | 1:0 | 3:0     | 1:0 | 0:1        |                   | 1:0                 | 1:0             | 0:0              | 2:1       | 1:1           | 2:1          | 3:1             |
| PFK Simurq Zaqatala | 0:3 | 0:2     | 4:2 | 0:2        | 2:2               |                     | 1:2             | 0:1              | 0:1       | 1:1           | 1:0          | 2:1             |
| Neftçi Baku PFK     | 7:1 | 1:0     | 2:0 | 0:1        | 5:0               | 4:2                 |                 | 3:2              | 2:0       | 1:0           | 4:0          | 1:0             |
| FK Qarabağ Ağdam    | 1:0 | 2:1     | 1:0 | 1:0        | 0:1               | 2:0                 | 1:2             |                  | 0:1       | 2:0           | 1:2          | 3:1             |
| FK Qəbələ           | 1:1 | 0:0     | 2:0 | 0:0        | 2:1               | 0:2                 | 1:0             | 0:0              |           | 2:3           | 3:1          | 2:1             |
| FK Ravan Baku       | 3:1 | 0:0     | 1:2 | 1:2        | 1:1               | 1:1                 | 0:1             | 1:1              | 0:4       |               | 0:0          | 2:1             |
| Sumqayıt PFK        | 2:1 | 0:1     | 4:1 | 0:2        | 0:3               | 0:1                 | 0:3             | 0:0              | 1:2       | 0:1           |              | 1:0             |
| PFK Turan Tovuz     | 0:0 | 0:2     | 3:1 | 0:1        | 0:1               | 1:0                 | 0:1             | 0:1              | 0:1       | 0:1           | 1:0          |                 |

## Zweite Runde

### Meisterrunde
Neftçi Baku PFK konnte im Laufe der Meisterschaftsspiele seinen Vorsprung auf den Tabellenzweiten FK Xəzər Lənkəran behaupten und entschied somit die aserbaidschanische Meisterschaft für sich. Die Meisterschaft bedeutet zugleich die Teilnahme an den Qualifikationsspielen zur UEFA Champions League. Neben dem Vizemeister FK Xəzər Lənkəran erreichten auch der İnter Baku sowie Pokalsieger FK Baku die Qualifikationsspiele zur UEFA Europa League.

#### Abschlusstabelle
| Pl. | Verein                | Sp. | S  | U | N  | Tore    | Diff. | Punkte |
| --- | --------------------- | --- | -- | - | -- | ------- | ----- | ------ |
| 1.  | Neftçi Baku PFK (M)   | 32  | 20 | 3 | 9  | 055:300 | +25   | 63     |
| 2.  | FK Xəzər Lənkəran (P) | 32  | 17 | 8 | 7  | 044:280 | +16   | 59     |
| 3.  | İnter Baku            | 32  | 16 | 8 | 8  | 029:210 | +8    | 56     |
| 4.  | FK Qarabağ Ağdam      | 32  | 15 | 8 | 9  | 037:280 | +9    | 53     |
| 5.  | FK Qəbələ             | 32  | 15 | 7 | 10 | 043:320 | +11   | 52     |
| 6.  | FK Baku 1             | 32  | 15 | 5 | 12 | 042:360 | +6    | 50     |

Platzierungskriterien: 1. Punkte – 2. Direkter Vergleich (Punkte, Tordifferenz, geschossene Tore) – 3. Tordifferenz – 4. geschossene Tore

| (M) | amtierender aserbaidschanischer Meister     |
| (P) | amtierender aserbaidschanischer Pokalsieger |

#### Kreuztabelle
| 2011/12           | FK Baku | İnter Baku | FK Xəzər Lənkəran | Neftçi Baku PFK | FK Qarabağ Ağdam | FK Qäbälä |
| ----------------- | ------- | ---------- | ----------------- | --------------- | ---------------- | --------- |
| FK Baku           |         | 0:1        | 4:1               | 2:0             | 1:2              | 2:1       |
| İnter Baku        | 1:0     |            | 0:0               | 1:2             | 1:1              | 2:1       |
| FK Xəzər Lənkəran | 0:1     | 2:0        |                   | 1:0             | 4:1              | 1:1       |
| Neftçi Baku PFK   | 2:1     | 2:1        | 1:1               |                 | 2:1              | 0:1       |
| FK Qarabağ Ağdam  | 2:4     | 1:0        | 1:0               | 0:0             |                  | 1:1       |
| FK Qəbələ         | 4:0     | 2:1        | 0:1               | 4:1             | 1:0              |           |

### Abstiegsrunde
Durch den Beschluss des Verbandes, dass es keine Auf- und Absteiger geben wird, verblieben alle Teams einschließlich des sportlichen Absteigers Sumqayıt PFK in der Premyer Liqası.

#### Abschlusstabelle
| Pl. | Verein              | Sp. | S  | U  | N  | Tore    | Diff. | Punkte |
| --- | ------------------- | --- | -- | -- | -- | ------- | ----- | ------ |
| 7.  | AZAL PFK Baku       | 32  | 12 | 8  | 12 | 044:440 | ±0    | 44     |
| 8.  | FK Ravan Baku (N)   | 32  | 10 | 11 | 11 | 039:390 | ±0    | 41     |
| 9.  | PFK Simurq Zaqatala | 32  | 8  | 10 | 14 | 027:410 | −14   | 34     |
| 10. | PFK Kəpəz           | 32  | 9  | 5  | 18 | 035:550 | −20   | 32     |
| 11. | PFK Turan Tovuz 2   | 32  | 6  | 7  | 19 | 026:420 | −16   | 25     |
| 12. | Sumqayıt PFK (N) 2  | 32  | 6  | 6  | 20 | 027:520 | −25   | 24     |

Platzierungskriterien: 1. Punkte – 2. Direkter Vergleich (Punkte, Tordifferenz, geschossene Tore) – 3. Tordifferenz – 4. geschossene Tore

| (N) | Neuaufsteiger aus der Birinci Divizionu |

#### Kreuztabelle
| 2011/12             |     |     | PFK Simurq Zaqatala | FK Ravan Baku | Sumqayıt PFK | PFK Turan Tovuz |
| ------------------- | --- | --- | ------------------- | ------------- | ------------ | --------------- |
| AZAL PFK Baku       |     | 2:0 | 1:1                 | 0:0           | 1:1          | 1:0             |
| PFK Kəpəz           | 0:2 |     | 1:0                 | 0:1           | 4:1          | 2:1             |
| PFK Simurq Zaqatala | 2:0 | 5:1 |                     | 0:0           | 3:2          | 2:2             |
| FK Ravan Baku       | 1:2 | 1:1 | 1:1                 |               | 2:1          | 1:1             |
| Sumqayıt PFK        | 1:0 | 2:0 | 0:1                 | 1:2           |              | 1:1             |
| PFK Turan Tovuz     | 3:0 | 2:0 | 2:1                 | 0:0           | 1:1          |                 |

## Torschützenliste
| Rang | Spieler          | Verein              | Tore |
| ---- | ---------------- | ------------------- | ---- |
| 1.   | Bahodir Nasimov  | Neftçi Baku PFK     | 16   |
| 2.   | Yuriy Fomenko    | PFK Kəpəz           | 11   |
| 3.   | Tales Schutz     | AZAL PFK Baku       | 10   |
| 3.   | Flavinho         | Neftçi Baku PFK     | 10   |
| 3.   | Zouhir Benouahi  | AZAL PFK Baku       | 10   |
| 6.   | Dodô             | FK Qəbələ           | 9    |
| 7.   | Robertas Poškus  | PFK Simurq Zaqatala | 8    |
| 7.   | Branimir Subašić | FK Xəzər Lənkəran   | 8    |
| 7.   | Yannick Kamanan  | FK Qəbələ           | 8    |